# The Turning Point (film 1915 Reliance)
The Turning Point è un cortometraggio muto del 1915. Il nome del regista non viene riportato nei credit del film che, prodotto dalla Reliance Film Company, aveva come Ralph Lewis, Marguerite Marsh, Wilbur Higby.

## Trama
David Drummond sorprende un ladro nella sua capanna in Alaska, ma lo lascia libero. Anni dopo, a Washington, incontra lo stesso uomo che gli fa sapere di un complotto contro il governo che incrimina il senatore Delafield che assomiglia notevolmente allo stesso Drummond. Innamorato di Elinor Delafield, la sorella del senatore, Drummond decide di salvarle il fratello dal diventare un traditore e l'occasione arriva quando Delafield si ammala e non può partecipare a una riunione importante della sua commissione. Drummond si presenta al suo posto, ma il discorso che fa non è affatto quello che Delafield aveva intenzione di fare. Salva così l'onore del senatore, conquistando la sua gratitudine e la mano di sua sorella.

## Produzione
Il film fu prodotto dalla Reliance Film Company.

## Distribuzione
Distribuito dalla Mutual, il film - un cortometraggio di una bobina - uscì nelle sale cinematografiche statunitensi il 1º settembre 1915.